# 郑震 (1962年)
郑震（1962年12月—），男，回族，江苏南京人，中华人民共和国政治人物，现任宁夏回族自治区政协副主席。